# ピカレスクコート
ピカレスクコート（欧字名:Picaresque Coat、2002年3月10日 - 不明）は、日本の競走馬。主な勝ち鞍に2007年のダービー卿チャレンジトロフィー。
全姉に1999年の阪神3歳牝馬ステークスを制したヤマカツスズランがいる。馬名の意味は、「悪漢のコート」。

## 経歴
2003年のセレクションセールに上場され、金子真人に3832万5000円で落札された。
2004年9月20日、デビュー戦となった阪神競馬場での2歳新馬戦（芝1600メートル）では中舘英二が騎乗し3番人気に支持され3着だった。次の2歳未勝利戦で初勝利を挙げる。
2005年、さわらび賞（500万下）に勝利しオープン馬となり、その後の重賞などを走るが勝利することなく1000万下クラスに降級となった。
2006年、太宰府特別（1000万下）に勝利し1600万下クラスに昇級するも、またしてもその後勝てず、夏には1000万下クラスに再降級となった。そして玄海特別（1000万下）で2着となった後の8月9日、第85回凱旋門賞に出走するディープインパクトの帯同馬として出国し、フランスに到着した。その後はシャンティー競馬場の隣の調教場に滞在し、おもにそこでディープインパクトとともに調整された。9月13日には凱旋門賞が開催されるロンシャン競馬場でも調教が行われた。凱旋門賞前日の9月30日、ロンシャン競馬場で行われたダニエルウィルデンシュタイン賞 (G2) では武豊が騎乗し、5番人気ながら2着と健闘した。帰国後初戦の初霜特別（1000万下）では1番人気に応え勝利を飾った。
2007年、1600万下クラスでの3戦目となった道頓堀ステークスで勝利しふたたびオープン馬となり、迎えた第39回ダービー卿チャレンジトロフィーでは秋山真一郎が騎乗し7番人気と低評価ながらレースを制し重賞初勝利を挙げた。しかし続く第52回京王杯スプリングカップでは2番人気に支持されるも最下位となる18着という結果に終わった。秋の初戦は富士ステークスに出走。しかし16着と大敗した。なお、香港マイルに予備登録を行っていたが回避となった。そして第24回マイルチャンピオンシップに出走したが、17番人気で17着だった。さらに続く2007ファイナルステークスでは10着に敗れた。
2008年、小倉大賞典から始動するが13着、続く中京記念では15着、ひさびさに出走したダート競走のマーチステークスで15着だった。休養後の小倉記念では11着、小倉日経オープンでは2着だった。その後は出走することなく2010年7月28日付で競走馬登録を抹消された。北海道苫小牧市のノーザンホースパークで乗馬となると発表されたが、同所の在厩馬としてホームページ等に名前が掲載されることはなかった。2015年8月現在、同所に在厩しておらず、行方不明。

## 競走成績
以下の内容は、netkeiba.com、JBISリサーチの情報に基づく。
| 競走日     | 競馬場         | 競走名                         | 格       | 距離（馬場）  | 頭 数 | 枠 番 | 馬 番 | オッズ （人気） | 着順 | タイム （上がり3F） | 着差 | 騎手       | 斤量 [kg] | 1着馬（2着馬）         | 馬体重 [kg] |
| ---------- | -------------- | ------------------------------ | -------- | ------------- | ----- | ----- | ----- | --------------- | ---- | ------------------- | ---- | ---------- | --------- | ---------------------- | ----------- |
| 2004.09.20 | 阪神           | 2歳新馬                        |          | 芝1600m（良） | 9     | 6     | 6     | 007.10（3人）   | 03着 | 01:37.1（35.4）     | -0.1 | 中館英二   | 54        | インプレッション       | 492         |
| 0000.10.09 | 京都           | 2歳未勝利                      |          | 芝1600m（稍） | 10    | 7     | 7     | 001.90（1人）   | 01着 | 01:36.1（35.9）     | -0.7 | 武豊       | 55        | （ツルマルダンスオー） | 488         |
| 0000.11.20 | 京都           | もちの木賞                     | 500万下  | ダ1400m（稍） | 13    | 6     | 8     | 002.50（1人）   | 13着 | 01:27.7（39.8）     | -3.2 | 武豊       | 55        | キャントンガール       | 488         |
| 2005.03.06 | 阪神           | さわらび賞                     | 500万下  | 芝1600m（良） | 8     | 5     | 5     | 003.60（2人）   | 01着 | 01:35.1（35.6）     | -0.4 | M.デムーロ | 56        | （エイシンインパール） | 490         |
| 0000.04.09 | 中山           | NZT                            | GII      | 芝1600m（良） | 16    | 3     | 5     | 008.30（5人）   | 04着 | 01:33.8（35.8）     | -0.4 | 安藤勝己   | 56        | マイネルハーティー     | 488         |
| 0000.05.07 | 京都           | 京都新聞杯                     | GII      | 芝2200m（稍） | 15    | 3     | 4     | 013.50（6人）   | 06着 | 02:13.8（36.8）     | -0.8 | 武豊       | 56        | インティライミ         | 488         |
| 0000.06.12 | 東京           | エーデルワイスS                | 1000万下 | 芝1600m（良） | 18    | 2     | 4     | 002.80（1人）   | 04着 | 01:34.3（35.1）     | -0.4 | 武豊       | 56        | サクセスドマーニ       | 492         |
| 0000.07.03 | 福島           | ラジオたんぱ賞                 | GIII     | 芝1800m（良） | 16    | 4     | 8     | 010.70（6人）   | 06着 | 01:47.7（37.3）     | -0.5 | 大西直宏   | 55        | コンラッド             | 486         |
| 0000.11.13 | 京都           | 3歳上1000万下                  |          | ダ1400m（稍） | 12    | 3     | 3     | 003.50（3人）   | 05着 | 01:24.9（38.2）     | -1.2 | 武豊       | 56        | エアオーサム           | 490         |
| 0000.11.27 | 京都           | 3歳上1000万下                  |          | ダ1400m（良） | 13    | 7     | 11    | 005.70（4人）   | 04着 | 01:24.7（36.9）     | -0.5 | 藤岡佑介   | 56        | ゼンノパルテノン       | 492         |
| 0000.12.17 | 阪神           | 3歳上1000万下                  |          | ダ1400m（良） | 13    | 2     | 2     | 004.60（3人）   | 09着 | 01:25.8（37.7）     | -0.9 | 武豊       | 56        | アルドラゴン           | 494         |
| 0000.12.24 | 阪神           | クリスマスキャロル賞           | 1000万下 | 芝1600m（良） | 15    | 5     | 8     | 006.70（3人）   | 05着 | 01:35.5（35.7）     | -0.5 | 赤木高太郎 | 56        | フィレンツェ           | 492         |
| 2006.01.22 | 小倉           | 大宰府特別                     | 1000万下 | 芝1800m（良） | 16    | 3     | 6     | 005.40（2人）   | 01着 | 01:47.5（35.2）     | -0.1 | 赤木高太郎 | 56        | （コウエイマーブル）   | 492         |
| 0000.03.05 | 中山           | アクアマリンS                  | 1600万下 | 芝1600m（良） | 16    | 3     | 5     | 014.10（6人）   | 05着 | 01:34.7（35.4）     | -0.3 | 四位洋文   | 55        | メテオバースト         | 496         |
| 0000.04.15 | 阪神           | 難波S                          | 1600万下 | 芝2000m（稍） | 14    | 5     | 7     | 014.10（6人）   | 03着 | 02:03.2（36.1）     | -0.2 | 四位洋文   | 57        | タガノナポレオン       | 504         |
| 0000.05.14 | 京都           | 下鴨S                          | 1600万下 | 芝1800m（稍） | 13    | 6     | 8     | 009.40（6人）   | 09着 | 01:49.9（36.3）     | -1.3 | 赤木高太郎 | 57        | マヤノライジン         | 498         |
| 0000.06.22 | 小倉           | 玄海特別                       | 1000万下 | 芝1800m（良） | 12    | 7     | 10    | 006.00（4人）   | 02着 | 01:46.3（34.6）     | -0.1 | 武豊       | 57        | ブライトトゥモロー     | 486         |
| 0000.09.30 | パリロンシャン | ダニエルウィルデンシュタイン賞 | G2       | 芝1600m（稍） | 8     |       | 6     | 00-             | 02着 | 01:37.4             | -    | 武豊       | 58        | Echo of Light          | 計不        |
| 0000.12.10 | 中山           | 初霜特別                       | 1000万下 | 芝1600m（良） | 10    | 4     | 4     | 002.30（1人）   | 01着 | 01:35.1（34.4）     | -0.2 | O.ペリエ   | 57        | （キングルーキー）     | 494         |
| 2007.01.08 | 中山           | 初富士S                        | 1600万下 | 芝1600m（良） | 15    | 6     | 11    | 005.30（2人）   | 11着 | 01:35.2（37.2）     | -1.0 | 後藤浩輝   | 57        | ナスノストローク       | 494         |
| 0000.01.28 | 東京           | 早春S                          | 1600万下 | 芝1800m（良） | 16    | 6     | 11    | 012.40（7人）   | 08着 | 01:46.9（36.5）     | -0.7 | O.ペリエ   | 57        | アグネスアーク         | 500         |
| 0000.03.04 | 阪神           | 道頓堀S                        | 1600万下 | 芝1600m（良） | 16    | 2     | 3     | 010.80（4人）   | 01着 | 01:33.7（34.0）     | -0.2 | 秋山真一郎 | 57        | （カイシュウタキオン） | 502         |
| 0000.04.01 | 中山           | ダービー卿CT                   | GIII     | 芝1600m（良） | 15    | 6     | 10    | 015.70（7人）   | 01着 | 01:33.1（34.6）     | -0.3 | 秋山真一郎 | 55        | （コイウタ）           | 494         |
| 0000.05.12 | 東京           | 京王杯SC                       | GII      | 芝1400m（良） | 18    | 7     | 15    | 006.00（2人）   | 18着 | 01:22.1（36.3）     | -2.1 | 秋山真一郎 | 57        | エイシンドーバー       | 496         |
| 0000.10.20 | 東京           | 富士S                          | GIII     | 芝1600m（良） | 18    | 5     | 10    | 035.7（13人）   | 16着 | 01:34.6（35.6）     | -1.3 | 秋山真一郎 | 57        | マイネルシーガル       | 496         |
| 0000.11.18 | 京都           | マイルCS                       | GI       | 芝1600m（良） | 18    | 8     | 16    | 174.1（17人）   | 17着 | 01:35.0（36.5）     | -2.3 | 秋山真一郎 | 57        | ダイワメジャー         | 510         |
| 0000.12.23 | 阪神           | ファイナルS                    | OP       | 芝1600m（稍） | 18    | 8     | 18    | 010.40（4人）   | 10着 | 01:35.3（35.6）     | -0.7 | 後藤浩輝   | 56        | アンブロワーズ         | 508         |
| 2008.02.09 | 小倉           | 小倉大賞典                     | GIII     | 芝1800m（良） | 16    | 4     | 7     | 016.40（8人）   | 13着 | 01:50.2（37.9）     | -2.5 | O.ペリエ   | 56        | アサカディフィート     | 504         |
| 0000.03.09 | 中京           | 中京記念                       | GIII     | 芝2000m（良） | 18    | 6     | 12    | 131.9（17人）   | 15着 | 01:59.3（36.0）     | -0.9 | 赤木高太郎 | 55        | タスカータソルテ       | 500         |
| 0000.03.30 | 中山           | マーチS                        | GIII     | ダ1800m（良） | 16    | 2     | 3     | 147.5（15人）   | 15着 | 01:56.1（41.9）     | -4.5 | 田中博康   | 55        | ナナヨーヒマワリ       | 492         |
| 0000.08.03 | 小倉           | 小倉記念                       | GIII     | 芝2000m（良） | 15    | 6     | 11    | 073.4（14人）   | 11着 | 01:59.5（36.1）     | -1.6 | 赤木高太郎 | 54        | ドリームジャーニー     | 502         |
| 0000.08.24 | 小倉           | 小倉日経OP                     | OP       | 芝1800m（良） | 12    | 7     | 9     | 015.40（5人）   | 02着 | 01:47.0（34.3）     | -0.2 | 幸英明     | 57        | ニルヴァーナ           | 494         |

## エピソード
- ディープインパクトの帯同馬に選ばれた理由は気性が優しいからということだった。
- フランスにおけるレース出走馬にはマイクロチップの埋め込みが義務付けられているため、本馬もフランス遠征時に埋め込みが行われた。日本国内での義務化は2007年の生産馬からであったため、マイクロチップを埋め込まれた日本産馬としては同じくフランス遠征時に埋め込まれたディープインパクトに次ぐ第2号となっている[7]。

## 血統表
| ピカレスクコートの血統                        | ピカレスクコートの血統                 | ピカレスクコートの血統                 | （血統表の出典）                       | （血統表の出典） |
| 父系                                          | ミスタープロスペクター系               | ミスタープロスペクター系               | ミスタープロスペクター系               |                  |
| 父 *ジェイドロバリー Jade Robbery 1987 黒鹿毛 | 父の父Mr. Prospector 1970 鹿毛         | Raise a Native                         | Native Dancer                          | Native Dancer    |
| 父 *ジェイドロバリー Jade Robbery 1987 黒鹿毛 | 父の父Mr. Prospector 1970 鹿毛         | Raise a Native                         | Raise You                              |                  |
| 父 *ジェイドロバリー Jade Robbery 1987 黒鹿毛 | 父の父Mr. Prospector 1970 鹿毛         | Gold Digger                            | Nashua                                 | Nashua           |
| 父 *ジェイドロバリー Jade Robbery 1987 黒鹿毛 | 父の父Mr. Prospector 1970 鹿毛         | Gold Digger                            | Sequence                               |                  |
| 父 *ジェイドロバリー Jade Robbery 1987 黒鹿毛 | 父の母Number 1979 鹿毛                 | Nijinsky II                            | Northern Dancer                        | Northern Dancer  |
| 父 *ジェイドロバリー Jade Robbery 1987 黒鹿毛 | 父の母Number 1979 鹿毛                 | Nijinsky II                            | Flaming Page                           |                  |
| 父 *ジェイドロバリー Jade Robbery 1987 黒鹿毛 | 父の母Number 1979 鹿毛                 | Special                                | Forli                                  | Forli            |
| 父 *ジェイドロバリー Jade Robbery 1987 黒鹿毛 | 父の母Number 1979 鹿毛                 | Special                                | Thong                                  |                  |
| 母 フジノタカコマチ 1985 鹿毛                 | 母の父*コリムスキー Kolymsky 1975 栗毛 | Northern Dancer                        | Nearctic                               | Nearctic         |
| 母 フジノタカコマチ 1985 鹿毛                 | 母の父*コリムスキー Kolymsky 1975 栗毛 | Northern Dancer                        | Natalma                                |                  |
| 母 フジノタカコマチ 1985 鹿毛                 | 母の父*コリムスキー Kolymsky 1975 栗毛 | Libro D Oro                            | Francis S.                             | Francis S.       |
| 母 フジノタカコマチ 1985 鹿毛                 | 母の父*コリムスキー Kolymsky 1975 栗毛 | Libro D Oro                            | Exclusive                              |                  |
| 母 フジノタカコマチ 1985 鹿毛                 | 母の母コビナタヒメ 1974 鹿毛           | *タマナー                              | Sunny Boy                              | Sunny Boy        |
| 母 フジノタカコマチ 1985 鹿毛                 | 母の母コビナタヒメ 1974 鹿毛           | *タマナー                              | Tresa                                  |                  |
| 母 フジノタカコマチ 1985 鹿毛                 | 母の母コビナタヒメ 1974 鹿毛           | タイムマンナ                           | *ゲイタイム                            | *ゲイタイム      |
| 母 フジノタカコマチ 1985 鹿毛                 | 母の母コビナタヒメ 1974 鹿毛           | タイムマンナ                           | ニユーマンナ                           |                  |
| 母系(F-No.)                                   | フラストレート系(FN:1-b)               | フラストレート系(FN:1-b)               | フラストレート系(FN:1-b)               | [ § 2 ]          |
| 5代内の近親交配                               | Northern Dancer 4×3、Native Dancer 4×5 | Northern Dancer 4×3、Native Dancer 4×5 | Northern Dancer 4×3、Native Dancer 4×5 | [ § 3 ]          |
| 出典                                          | 1. 2. 3.                               | 1. 2. 3.                               | 1. 2. 3.                               | 1. 2. 3.         |

- 6代母マンナ（競走馬名ロビンオー）は1932年の帝室御賞典勝ち馬。さらに牝系を遡ると、小岩井農場の基礎輸入牝馬の一頭であるフラストレートにたどり着く。